# 塔拉斯州
塔拉斯州是吉爾吉斯的一個州，因首府得名。位於該國西北部天山山區塔拉斯河上游，西為烏茲別克斯坦，北為哈薩克斯坦。